# Měsíc nad řekou (film, 1953)
Měsíc nad řekou je československý film režiséra Václavy Kršky z roku 1953 natočený podle stejnojmenné divadelní hry Fráni Šrámka z roku 1922.

## Děj
Hlavní postavy hry jsou Jan Hlubina, majitel papírnictví, jeho žena paní Hlubinová, jejich dcera Slávka, Josef Roškot, bývalý Hlubinův spolužák, a jeho syn Vilík. Hlubinovi spolužáci připravují abiturientský večírek, na kterém by se všichni sešli a kde by mohli zavzpomínat na studentská léta. Paní Hlubinová se snaží tuto událost před svým manželem zatajit. Obává se totiž, že by se styděl za to, že je jen obyčejným obchodníkem, když to jeho spolužáci dotáhli mnohem dál. Hlubina byl kdysi premiant třídy a měl vyšší cíle než se stát pouhým obchodníkem. Žena přikládá velký díl viny také sobě. Do plánu paní Hlubinové je zasvěcena i dcera Slávka.
Jednoho dne, když je Slávka sama doma, přijde na návštěvu za tatínkem jeho spolužák Josef Roškot se synem Vilíkem. Slávka jim namluví, že otec je duševně chorý, a proto ať mu raději nepřipomínají minulost. Do pokoje vejdou otec s matkou, Hlubina Roškota nepozná a ani Roškot se nepředstaví. Nakonec se ukáže, že Hlubina ví o připravovaném sjezdu abiturientů, a vypraví se na něj i s manželkou. Chce jí veřejně poděkovat za život, který mu zařídila. Když je Slávka sama doma, přijde ji navštívit Vilík. Slávka je o sedm let starší, ale věkový rozdíl jim nevadí. Celý večer sedí v pokoji, kde před lety bydleli jejich otcové, poslouchají hučící řeku, dívají se na měsíc, rozmlouvají spolu a čtou si z knihy Měsíc nad řekou, kterou napsal Slávčin otec. Tak je najdou Hlubina s manželkou a s Roškotem, kteří se vracejí z večírku. Všichni se zasmějí dřívějšímu setkání Slávky s panem Roškotem a jeho synem a vezmou to jako dobrý žert. Slávka si uvědomí, že už není tak mladá, a řekne, že když ji její nápadník požádá o ruku, nebude proti.

## Tvůrci
- Scénář podle divadelní hry Fráni Šrámka Měsíc nad řekou: Václav Krška
- Kamera: Ferdinand Pečenka
- Hudba: Jiří Srnka
- Stavby: Ing. arch. Karel Škvor
- Zvuk: Ing. Stanislav Vondraš
- Střih: Jan Kohout
- Filmový symfonický orchestr řídil: Milivoj Uzelac

## Hlavní role
- Jan Hlubina: Zdeněk Štěpánek
- Paní Hlubinová: Zdenka Baldová
- Slávka Hlubinová: Dana Medřická
- Josef Roškot: Jiří Plachý
- Vilík Roškot: Eduard Cupák
- Růženka Pavlátová: Blanka Waleská